# Bodufinolhu (Baa-atol)
Bodufinolhu is een van de onbewoonde eilanden van het Baa-atol behorende tot de Maldiven.